# Підводний каньйон

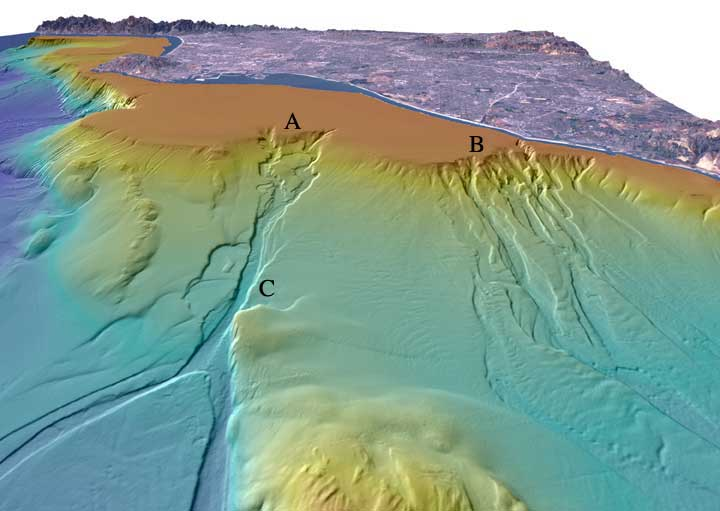
Підводні каньйони Сан-Габріель (А) і Ньюпорт (B) навпроти Лос-Анджелеса

Підводний каньйон — глибока U-подібна долина, що розсікає континентальний шельф і материковий схил. Повсюдно поширені на дні Світового океану. Починаються зазвичай на шельфі, на глибині декількох десятків або декількох сотень метрів, а закінчуються біля основи материкового схилу. Глибина каньйонів відносно дна становить 1000 м і більше. Деякі підводні каньйони є продовженням річкових долин (Амазонка, Гудзон, Ганг, Інд, Конго та ін.), інші — не є таким продовженням. Так, каньйон річки Конго простежується більш ніж на 260 км від узбережжя, а каньйон річки Гудзон — більш ніж на 400 км.
Походження підводних каньйонів довгий час було предметом суперечок. Пропонували різні гіпотези. Вважалося, наприклад, що каньйони були утворені на суші і тільки потім опинилися під водою. Зараз відомо, що в утворенні каньйонів, ймовірно, беруть участь мутні потоки, проте походження більшості з них — тектонічне.